# آنا جونز
آنا جونز (بالإنجليزية: Anna Wilson-Jones)‏ هي ممثلة بريطانية، ولدت في 1970 بووكينغ في المملكة المتحدة.

## وصلات خارجية
- آنا جونز على موقع IMDb (الإنجليزية)
- آنا جونز على موقع قاعدة بيانات الفيلم (الإنجليزية)